# Laurent Lamothe

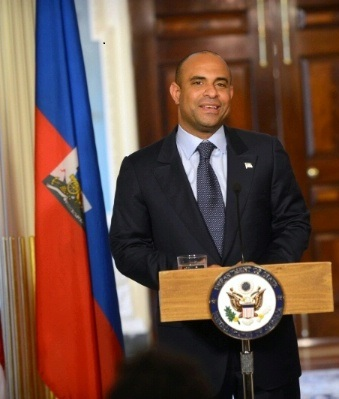
Laurent Lamothe (2012)

Laurent Salvador Lamothe (* 14. August 1972 in Port-au-Prince) ist ein haitianischer Politiker.

## Leben
Laurent Lamothe studierte Politikwissenschaften an der Barry University und an der St. Thomas University. Von 24. Oktober 2011 bis zum 6. August 2012 war er als Nachfolger von Marie-Michèle Rey Außenminister von Haiti. Ihm folgte Pierre-Richard Casimir im Amt. Lamothe war als Nachfolger von Garry Conille vom 16. Mai 2012 bis zum 14. Dezember 2014 Premierminister von Haiti.